# Cordioniscus antiparosi
Cordioniscus antiparosi är en kräftdjursart som beskrevs av Mikhail P. Andreev 1985. Cordioniscus antiparosi ingår i släktet Cordioniscus och familjen Styloniscidae. Inga underarter finns listade i Catalogue of Life.